# Jakartabukten
Jakartabukten är en vik i Indonesien.   Den ligger i provinsen Jakarta, i den västra delen av landet, 17 km norr om huvudstaden Jakarta.